# Boitron (Orne)
Boitron ist eine Gemeinde im französischen Département Orne in der Normandie. Sie gehört zum Arrondissement Alençon und zum Kanton Sées. Das Gemeindegebiet wird vom Fluss Vézone durchquert, an der östlichen Gemeindegrenze  verläuft die Tanche. Beide entwässern zur Sarthe.
Nachbargemeinden sind Aunou-sur-Orne im Nordwesten, Trémont im Norden, Le Ménil-Guyon im Nordosten, Montchevrel und Saint-Aubin-d’Appenai im Osten, Aunay-les-Bois im Südosten, Essay im Südwesten und Neauphe-sous-Essai im Westen.

## Bevölkerungsentwicklung
| Jahr      | 1962 | 1968 | 1975 | 1982 | 1990 | 1999 | 2008 | 2015 | 2020 |
| --------- | ---- | ---- | ---- | ---- | ---- | ---- | ---- | ---- | ---- |
| Einwohner | 350  | 297  | 262  | 263  | 219  | 215  | 336  | 352  | 358  |

## Sehenswürdigkeiten

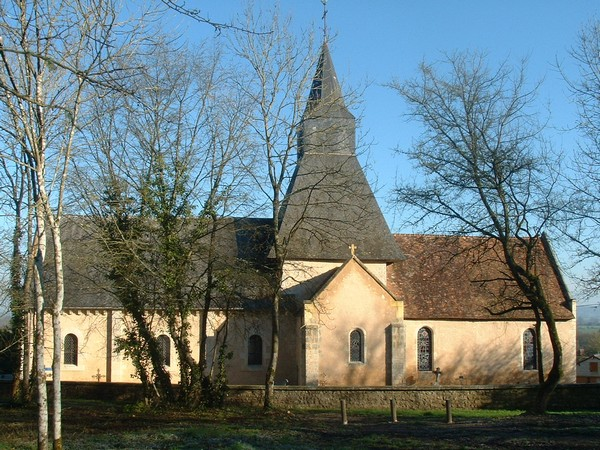
Kirche Saint-Martin

- Kirche Saint-Martin